# 北海道シチュー
北海道シチュー（ほっかいどうシチュー）は、ハウス食品が販売する即席固形シチュールーの商品。

## 概要
1996年販売開始。北海道の自然の恵みを活かしたクリーミーでコクのあるシチューを届けたいという思いから開発された。北海道生乳100％の生クリームとナチュラルチーズを使用している。

## 年表
- 1996年 - 北海道シチュー（クリーム）発売。
- 1997年 - 北海道シチューのレトルトを発売。
- 1999年 - 北海道シチュー（コーンクリーム）発売。
- 2013年 - 北海道シチュー（チーズ）発売。
- 2015年 - 北海道シチュー（チーズクリーム）と北海道シチュー（ビーフ）発売。

## 姉妹商品
- 北海道チャウダー
- 北海道グラタン